# 作況指数
作況指数（さくきょうしすう、さっきょうしすう）とは、農作物のうち、主に穀類や豆類について、10アール（1反）当たりの平年収量（平年値）を100として、その年の収量を表す指数である。

## 概説
作況指数は、(10アール当たり収量÷10アール当たり平均収量)×100 という計算式によって求める。
一般的に作況指数と言った場合には、水稲を指す。米においては、流通価格を決定する入札や、翌年度の生産目標数量の決定など、経済的、政治的な判断に当たっての重要な指標となっている。
作況指数の区分は以下のとおりである。
- 良：106以上
- やや良：102～105
- 平年並み：99～101
- やや不良：95～98
- 不良：91～94
- 著しい不良：90以下

毎年度、農林水産省により全国的な調査が行われ、時期に応じて全国指数、都道府県別指数、地帯別指数が公表されている。
主な作物のうち、水稲が1926年からと最も古くからのデータが公表されており、小麦が1948年から、大豆が1953年からなどとなっている。なお、一部の作物においてはデータの欠損年がある。
以下、代表的な水稲における作況指数について示す。

## 平年値
作況指数における平年値とは、作物の栽培を開始する以前に、その年の気象の推移や、気象災害及び病虫害に伴う被害の発生などが平年並みになるものとみなしたうえで、最近の栽培技術の進歩の度合や作付変動等を考慮した実収量の趨勢を基にして作成された、その年に予想される10ａ当たり収量と定義されている。このため、過去の数値の単純な平均値とならないことから、気象学における平年値とは異なる。
具体的な計算の手法は、昭和54年以降の実反収について、気象要因による年次効果を除去し、平年並みであった場合の単収に補正した上で、これを滑らかな曲線で結ぶことにより近年の趨勢を表現するスムージングスプライン方式が1997年産から採用されている。
なお、水稲以外の作物においては、直近数年間の実反収の平均値、又は数年間の実反収のうち、平均値から大きく外れる値（異常値）を除いた平均値を平年値に採用する場合が多い。これは、それぞれの作物における気象変動と収量の相関関係が低いことや、適正な補正を行うための変数が確立していないことによる。

## 調査
統計学の標本調査法の手法を用いて抽出した標本筆において、9月15日、10月15日、収穫期の3回を原則として、下記の調査を行い、それぞれの時期における作況指数を決定する。
なお、下記の生育状況の目安は、近畿農政局神戸統計・情報センター管内における現況を参考としている。
ちなみに、それ以前には6月15日、7月15日、8月15日に生育情報、生育概況の調査を行うが、早場米地帯においては8月15日時点で出穂を迎えていることが多いため、第1回の作柄概況調査を8月15日に行う。

### 第1回：作柄概況調査（9月15日を原則）
この時期には、全国殆どの水田において穂が出揃い、籾数が確定していることを前提に、その後の気象が平年並みに推移するものとみなし、各標本筆から標本株を抽出して、茎数、穂数、籾数などの収量構成要素を調べ、各収量構成要素の積により、10ａ当たり収量を予測する。（時期が合わずに調査できない項目がある時は、過去の調査結果や調査時点までの気象データ等により推定する。）
得られた予測収量に、対象地域の圃場巡回調査や、農家や関係機関の情報等を考慮した補正を行う。

### 第2回：予想収穫量調査（10月15日を原則）
収穫時期に達した標本筆においては、標本株を収穫して、脱穀・乾燥後、籾摺りによって得られた玄米から、ふるい分けによって未熟な粒、小さい粒を除いて重量を測定し、その結果から平均的な10ａ当たり収量を推定する。
ふるい分けに用いるふるい目幅は、粒厚（米粒の短辺の直径）1.70mmを基準としている。（後述する#公表される10ａ当たり収量と農家の実感の違いに関連）
なお、この時点で籾摺りが終わっていない時は、生籾や乾燥籾の重さ、刈取りが終わっていない時は、調査日以降の気象が平年並みに推移するものとみなして、過去の生育の動向や巡回調査結果等から、10ａ当たり収量を予想する。

### 第3回：収穫量（収穫期）調査（刈り取り終了後）
前述した10a当たり収量の推定値に、巡回による被害調査及び情報収集の結果等を考慮した補正を行う。
原則として、この時期に公表された作況指数が、当該年度の確定値となる。

### 公表される10ａ当たり収量と農家の実感の違い
国の調査により公表された10a当たり収量に対して、実際はその収量に達していないという苦情が、しばしば農家から聞かれる。
もちろん、個別の水田における収量が、都道府県や地帯別の作況指数と乖離が生じることは十分にありえる。
しかし、多くの場合における実感の違いは、ふるい分けの際に用いるふるい目の違いに起因するものである。
ふるいは、その名のとおり一定以上の大きさのものを選別するために用いるものであるが、農家が実際に使用している篩い目幅は、品種や地域により、1.70mm～2.00mm以上とまちまちである。通常くず米をより分けるために用いる米選機に付属する標準的な網目は、カタログによれば1.85mm前後であることが多い。
（なお、ここでふるいの網目を通過したふるい下米（一般に言うくず米）も、食用に供するには問題ないため、専門の業者により集荷・再選別され、一部は飯用として流通している実態がある。）
一方で、国の調査においては、「飯用の全量を全国的に把握する」ことを目的としており、共通の基準に基づいて行う必要があることから、流通の実態も踏まえ、前述したとおり、ふるい目幅は1.70mmとなっている。
このため、国の基準に比べて大きいふるい目幅を用いている農家においては、実感している収穫量と収穫量調査結果の数字には乖離が生じる。（その年の作柄にもよるが、2～8％程度またはそれ以上の差が出ることが認められている）
また、農家の心理として不作であれば周囲に触れ回るが、同等または豊作の場合は沈黙している場合が多い。
収穫量調査の結果は、課税標準額を用いて確定申告を行う農家の収入金額計算に大きな影響を与えることから、国においては「玄米のふるい目幅別重量分布及び10ａ当たり収量内訳」を併せて公表する事で、各農家などが使用しているふるい目幅による収量を推計できるようにするとともに、税務署などの関係機関に対して、所得への課税にあたりふるい目幅の実態が適正に反映されるよう、農家の選別実態と地域ごとの玄米のふるい目幅別重量分布状況等についての説明が行われているとのことである。

## 全国作況指数における主な記録
- 最高値：118（1955年に記録。10a 当たり収量396kg）
- 最低値：67（1945年に記録。10a 当たり収量208kg）
- 平成以降の最低値：74（1993年に記録。いわゆる平成の米騒動が勃発。10a 当たり収量367kg）

平年値は年々向上する傾向にあるため、過去の時点において作況指数が良とされた収量でも、後年においては往々にして不良となる場合がある。

## 廃止
2025年6月16日、小泉進次郎農林水産大臣は作況指数の廃止を宣言した。
作況指数に代わり、気象や人工衛星のデータを活用して精度を向上させ、より実態に近い数値を発表する予定。